# Décennie 1440 en architecture
| Années de l'architecture : 1437 - 1438 - 1439 - 1440 - 1441 - 1442 - 1443    |
| Décennies de l'architecture : 1410 - 1420 - 1430 - 1440 - 1450 - 1460 - 1470 |

Cet article présente les faits marquants de la décennie 1440 en architecture.

## Événements
- 1447 :
  - Le Filarète quitte Rome, séjourne à Florence (1448) et à Venise (1449), avant de s’installer à Milan où Francesco Sforza, sur la recommandation de Pierre de Médicis, l’appelle pour introduire dans la ville les nouveautés de la Renaissance italienne (1451)[1].
  - l’architecte Léon Battista Alberti est appelé à Rimini par le condottiere Sigismond Malatesta afin de transformer l’église gothique de Saint-François (San Francesco), qui deviens le Tempio malatestiano (temple Malatesta, 1447-1468), à la fois église et mausolée[2].

## Réalisations
- 1440 :
  - fin de la construction du mausolée du sultan de Malva Hoshang Shah (en), construit en marbre blanc vers 1440[3].
  - construction de la tour de la victoire (Vijay Stambha) de Chittorgarh par le Rajput Maharana Kumbha (en)[4].
- 1440-1465 : construction de l'aile de Charles d'Orléans au château de Blois[5].
- 1441 :
  - la construction de la nef de l'église de l'Esprit-Saint à Heidelberg est achevée[6]. Le chantier a débuté en 1398.
  - début de la construction du château de Herstmonceux en Angleterre[7].
- 1442-1446 : construction de la chapelle des Pazzi à Florence par l’architecte Filippo Brunelleschi[8].
- 4 août 1443 -1452 : construction des Hospices de Beaune, fondés par Nicolas Rolin[9].
- 1443-1451 : construction du palais Jacques-Cœur à Bourges[10].
- 1443-1453 : construction du corps de logis principal du château de Montsoreau[11].
- 1444-1459 : construction du palais Medici-Riccardi à Florence dirigés par Michelozzo di Bartolommeo[12]. Ce palais devient le prototype du palais florentin ordonné autour d'une large cour à péristyle[13].

- 1445-1616 : construction de l'église conventuelle Saint-Paul de Valladolid[14].
- 25 juillet 1446 : début de la construction de la chapelle du King's College à Cambridge en Angleterre (terminée en 1515)[15].
- 1446 : reconstruction du pont de Baodai en Chine[16].

- 1446-1451 : construction du Palazzo Rucellai par Michelozzo sous les directives de Léon Battista Alberti[17],[2]. Il devient le modèle de la demeure seigneuriale florentine.

- 1446 à 1450, puis de 1499 à 1523 : reconstruction de l'abbaye du Mont-Saint-Michel en style gothique flamboyant[18],[19].

- 29 mars 1448-1463 : construction de l'hôtel de ville de Louvain, dirigée par Matthijs de Layens[20].

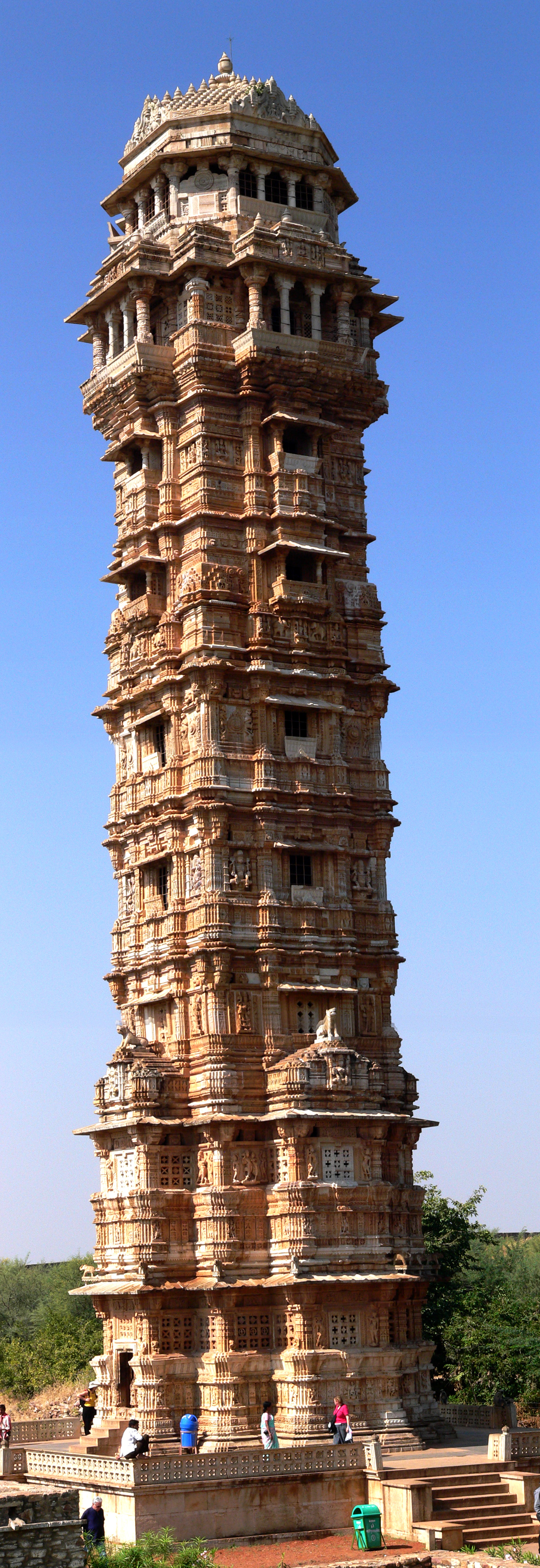
Tour de la victoire  de Chittorgarh.
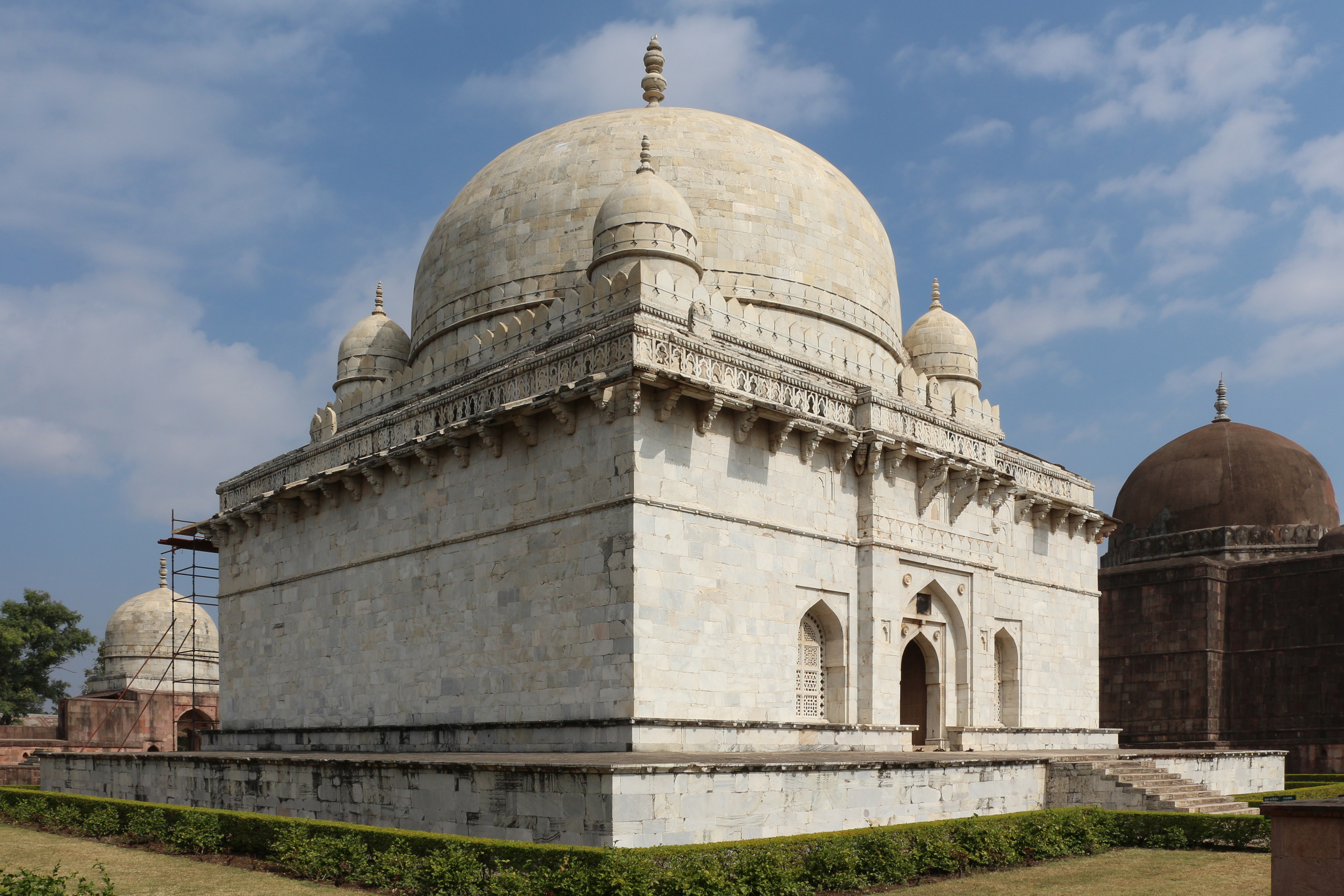
Mausolée de Hoshang Shah
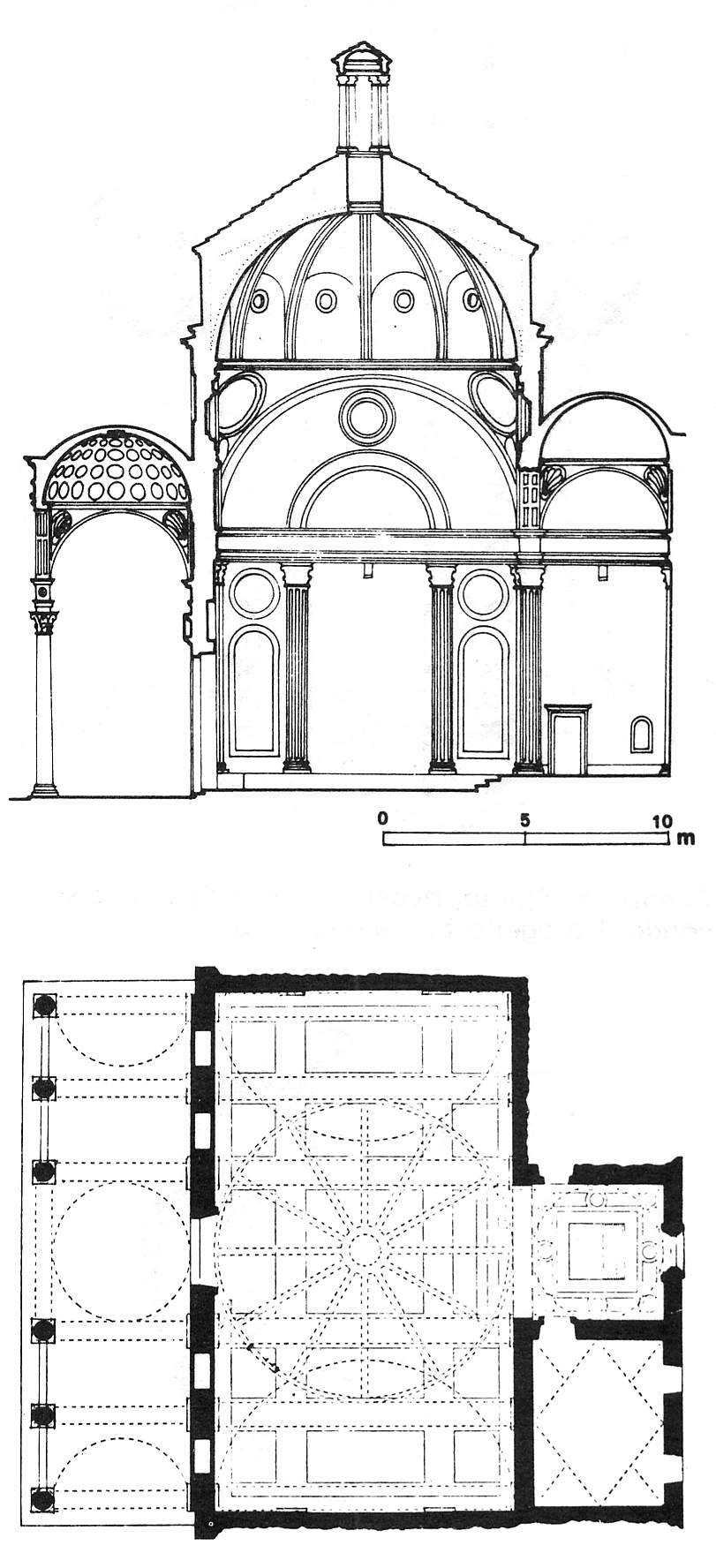
Chapelle des Pazzi.
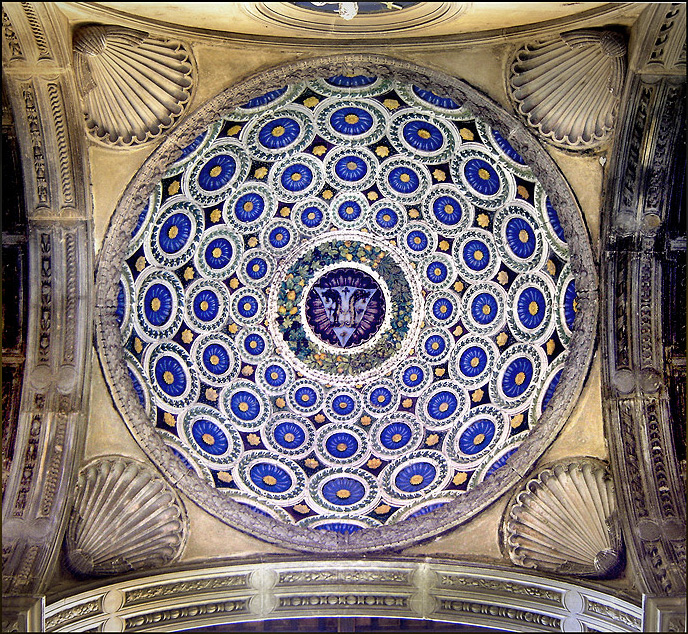
Coupole de la chapelle des Pazzi, décorée par Luca Della Robbia, basilique Santa Croce de Florence.
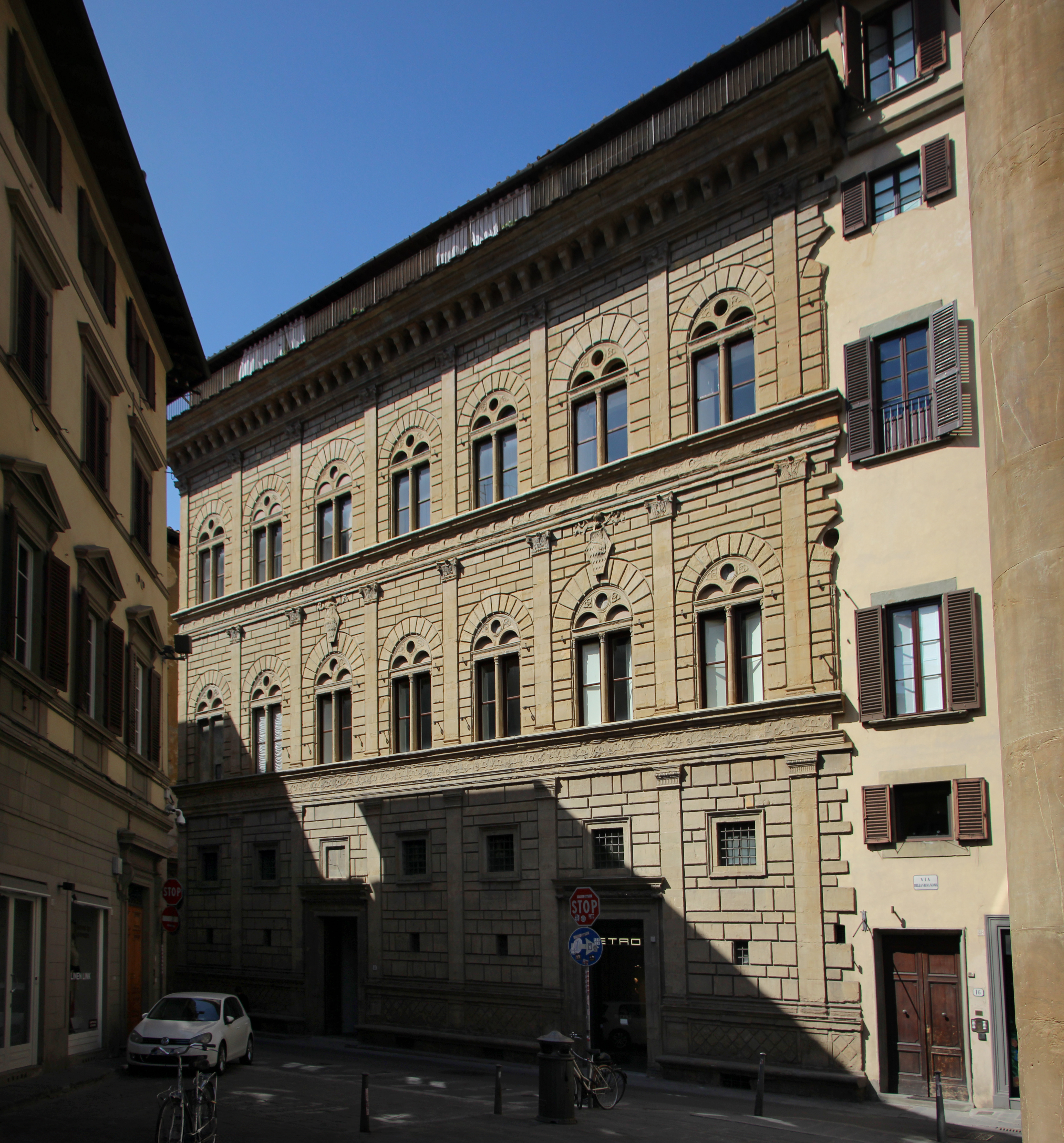
Palazzo Rucellai.
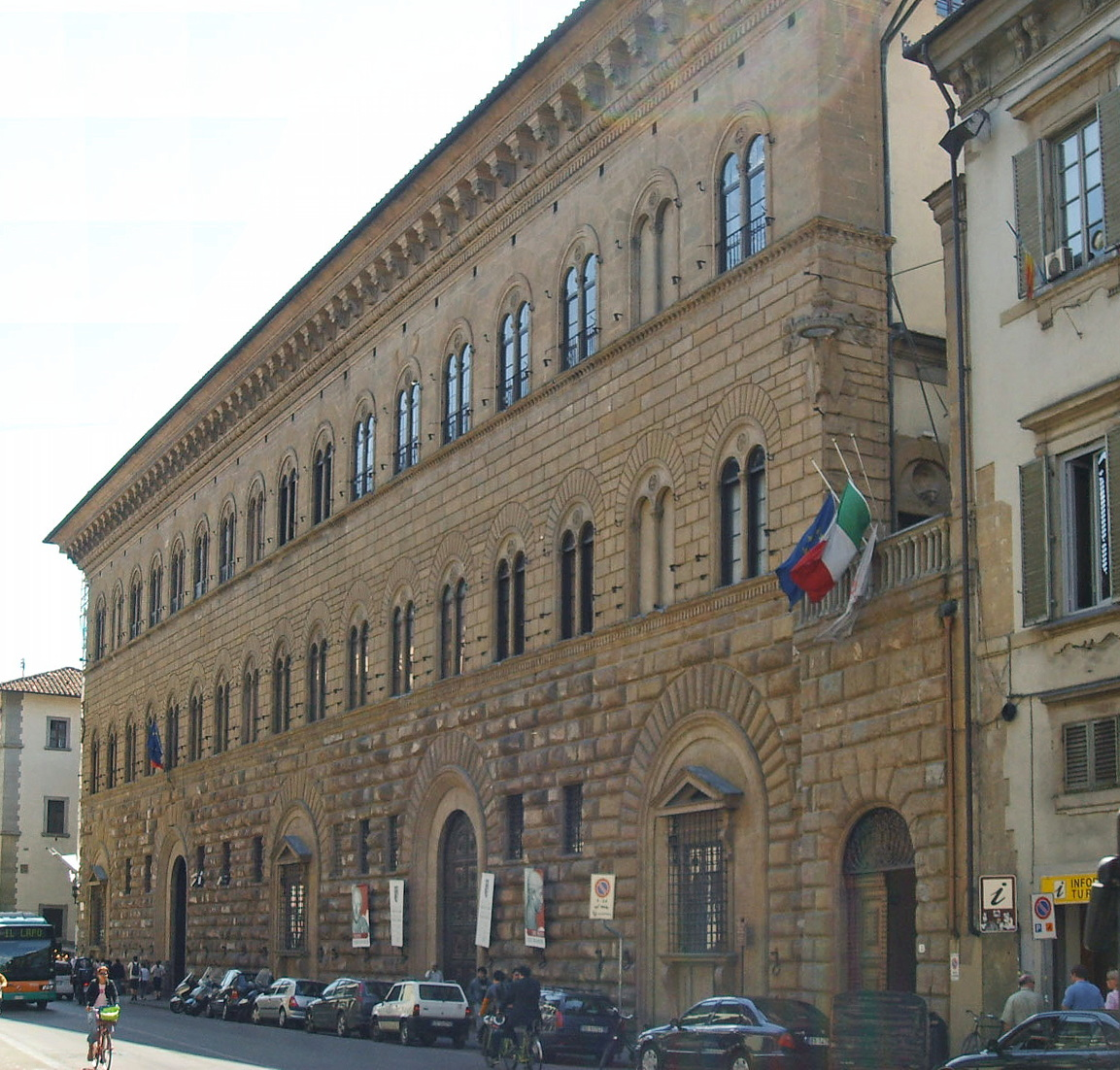
Palais Medici-Riccardi

## Naissances
- 1440 : Mauro Codussi († 1504)
- vers 1443 : Giuliano da Sangallo naît à Florence († 1516)
- vers 1444 : Bramante naît à Monte Asdrualdo (actuellement Fermignano) (11 avril 1514)
- vers 1445 : Giovanni Giocondo naît à Vérone († 1525)

## Décès
- 15 avril 1446 : Filippo Brunelleschi meurt à Florence (° 1377)